# Реквием

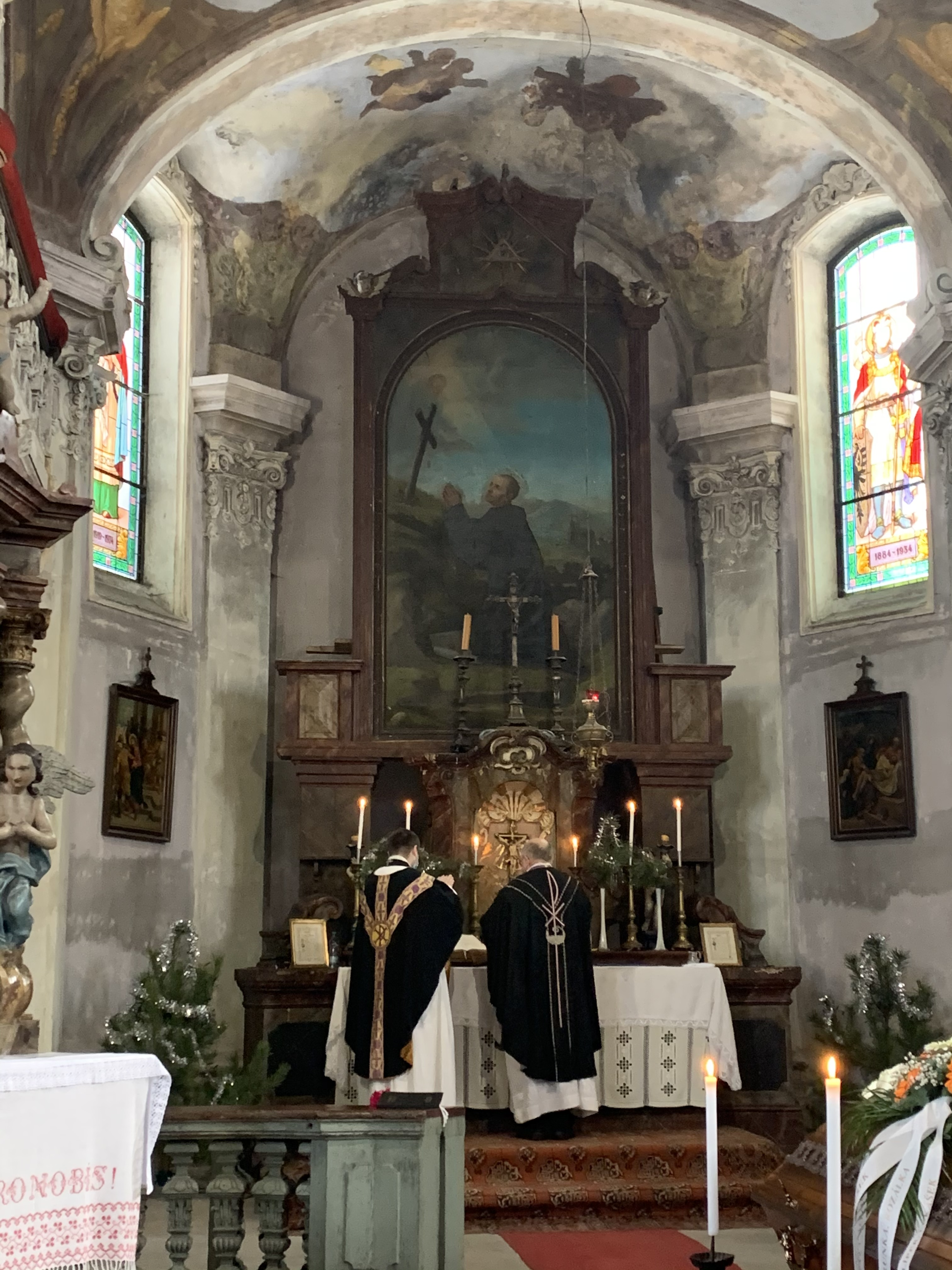
Реквием в католической церкви в Чехии

Ре́квием (от лат. requies — «покой», «упокоение») — заупокойная месса (Missa pro defunctis) в Католической церкви латинского обряда. Начиная с эпохи барокко композиторский реквием — высокий жанр концертной духовной музыки, род траурной оратории. Называется по начальным словам интроита Requiem aeternam dona eis, Domine («Покой вечный даруй им, Господи»), которым открывается традиционная (григорианская монодическая) заупокойная месса.

## Краткая характеристика
Начиная с эпохи барокко, реквием — многочастное сочинение для хора (часто также солистов и оркестра), как правило, не связанное с богослужением. Источник такого реквиема — заупокойная месса католиков, из которой композиторы брали только распеваемые тексты (в оригинальной заупокойной службе используются также декламируемые нараспев и читаемые молитвы).
Структура григорианской заупокойной мессы окончательно сложилась к XVI веке и была зафиксирована решениями Тридентского собора. Ординарные молитвы соответствовали ординарию обычной католической мессы, за исключением Credo и Gloria. В проприй вместо аллилуйи был введён обязательный тракт и несколько других молитв, в том числе (ставшая позже чрезвычайно распространённой) секвенция Dies irae.

## Исторический очерк

Интроит (входной антифон) католической заупокойной мессы. Примерная дата создания — IX век. О древности интроита свидетельствуют узкий диапазон мелодии (квинта f-c) и формульность (неоднократно проводится мотив f-g-a-g-f с вариантами)

Изначально, как и обычная месса, реквием складывался из мелодий григорианского хорала, был одноголосным хоровым сочинением и не предусматривал инструментального сопровождения.
Начиная с эпохи Позднего Возрождения, параллельно с григорианским «культовым» реквиемом стали возникать композиторские (авторские) реквиемы. Со временем они всё меньше предназначались для церемониального погребения, а были по существу публичными концертными сочинениями «высокого штиля», приуроченными не только к смерти человека (как это было изначально), но и ко всякому другому траурному событию (например, реквием памяти жертв войны, природной катастрофы и т. п.). В композиторских реквиемах почти не использовались оригинальные григорианские хоралы, но лишь канонические тексты в оригинале (то есть по-латыни) и в переводах (на английский, немецкий и др. языки).
Автором первого композиторского реквиема (около 1450 года) считается Иоанн Окегем; впрочем, в его заупокойной мессе используется только ряд текстов из (стабилизировавшегося позднее) молитвословного «канона». Первый реквием с секвенцией Dies irae (текст распет в технике alternatim) принадлежит Антуану Брюмелю (написан во второй половине XV века), причём самая большая по объёму часть Dies irae у Брюмеля впервые образует драматургический центр целой композиции.
Протестантскую заупокойную мессу (на иные, нежели у католиков, тексты) в XVII веке (около 1636 года) написал Генрих Шютц (Concert in Form einer teutschen Begräbnis-Messe, первая часть сборника Musikalische Exequien, SWV 279).
С XVIII века реквием был наиболее востребованным из традиционных жанров духовной музыки; легче назвать композиторов, никогда не обращавшихся к этому жанру (реквиемы не писали протестанты И. С. Бах и Г. Ф. Гендель; нет реквиемов и у венских классиков Й. Гайдна и Л. ван Бетховена).
В этот период реквиемы сочиняли уже не для церкви, нередко по заказу как частных лиц (например, Реквием В. А. Моцарта), так и государственных мужей (в частности, до-минорный Реквием Л. Керубини памяти Людовика XVI). Многие сочинения своим рождением были обязаны личным утратам композиторов, как, например, Реквием Дж. Верди и «Немецкий реквием» И. Брамса (на произвольный немецкий текст). Антонио Сальери свой «Маленький реквием» и Луиджи Керубини Реквием ре-минор написали для самих себя. Среди других сочинителей реквиемов в XIX веке Ф. Лист, Ш. Гуно, К. Сен-Санс, А. Брукнер, Г. Форе, А. Дворжак.
В Российской империи известен только один «Реквием», написанный на канонический латинский текст, он принадлежит О. А. Козловскому.
К жанру реквиема композиторы обращались и в XX веке, при этом всё чаще используя неканонические тексты. Так, в «Военном реквиеме» Бенджамина Бриттена каноническая латынь сочетается с антивоенными стихами английского поэта У. Оуэна.
В советской музыке название «Реквием» носят некоторые вокально-симфонические произведения с русским текстом, посвящённые памяти народных героев (например, Реквием Д. Кабалевского на слова Р. Рождественского). Весьма свободно со структурой обращается А. Г. Шнитке, который (в своём Реквиеме из музыки к драме Шиллера «Дон Карлос», 1975) изымает отдельные (традиционные) стихи и добавляет (почему-то в самом конце) Credo. У Э. В. Денисова слово «реквием» (в его Реквиеме, 1980) используется и вовсе в риторическом смысле, как нечто в стиле трагической патетики. Денисов совершенно игнорирует традиционную структуру реквиема. Текстовую основу его сочинения образуют (немецкие, французские, английские) стихи современного немецкого поэта Франциско Танцера, в которые Денисов изредка «вкрапливает» канонические латинские фразы (Lux aeterna в конце).
Некоторые сочинения композиторов XX и начала XXI веков, например, «Американский реквием» П. Хиндемита на текст Уолта Уитмена (1946), «Реквием» Дж. Тавенера с фрагментами из Корана и Упанишады (2008), «Реквием» Е. Фирсовой на текст одноимённой поэмы А. Ахматовой (2001) и т. п., хотя и содержат в заглавии слово «Реквием», не имеют отношения к христианской заупокойной мессе.

## Основная структура реквиема
Форма (набор текстов и их последование) как в григорианской мессе разных эпох и разных локальных традиций, так и в композиторских реквиемах, изменчива. В структуру реквиема (в период от Тридентского до Второго Ватиканского собора) обычно входили следующие песнопения ординария и проприя:
- Интроит Requiem aeternam («Вечный покой даруй им, Господи»)
- Kyrie («Господи, помилуй»)[5]
- Градуал Requiem aeternam («Покой вечный»)
- Тракт Absolve Domine («Избави, Господи, души всех усопших верных»)
- Секвенция Dies irae («День гнева»)
- Офферторий Domine Jesu Christe («Господи Иисусе Христе»); иногда используется только его вторая строфа Hostias et preces tibi, Domine («Жертвы и мольбы Тебе, Господи»)
- Sanctus («Свят, Свят, Свят Господь Бог Саваоф»)
- Agnus Dei («Агнец Божий, принявший на себя грехи мира»)
- Communio Lux aeterna («Да воссияет им вечный свет, Господи»)

В состав композиторского реквиема могли дополнительно включаться:
- процессиональный антифон In paradisum («В рай [поведут тебя ангелы]»); исполнялся после окончания литургии на вынос тела из церкви;
- респонсорий Libera me («Избави меня, Господи, от вечной смерти»); в традиционном заупокойном оффиции исполнялся во время разрешительной молитвы после мессы;
- мотет Pie Jesu (на текст последних строк Dies irae); в традиционной литургии не использовался; как материал для отдельной части реквиема встречается у композиторов начиная с XIX века.

В композиторских реквиемах канонические тексты градуала, тракта, коммунио нередко опускались. Секвенцию же (вследствие её выгодного для музыкального воплощения драматического колорита) композиторы, наоборот, не только оставляли, но и оформляли отдельные её строфы в обособленные (многие) разделы. Например, в реквиеме c-moll Керубини градуал и тракт есть, а у Моцарта и Верди их нет. У Керубини нет Libera me, но есть в реквиеме Верди. Во всех перечисленных сочинениях In paradisum отсутствует. В реквиеме Г. Форе (исключительный случай) нет секвенции (за Kyrie eleison следует офферторий), но включены тракт, коммунио и заключительный антифон In paradisum. Зачастую Benedictus (из Sanctus) также обособляется в отдельную часть ораториальной композиции.

## Реквиемы (выборка)
- Иоанн Окегем. Missa pro defunctis (ок. 1450; первая в истории многоголосная заупокойная месса; многоголосны только интроит, Kyrie, градуал, тракт и офферторий)
- Антуан Брюмель. Missa pro defunctis (2-я половина XV века; впервые в истории с Dies irae, здесь — самая протяжённая часть, в технике alternatim)
- Томас Луис де Виктория. Заупокойная месса (Missa pro defunctis, 1583) и заупокойный оффиций (Officium defunctorum, 1603, публикация в 1605)
- Генрих Игнац Бибер. Requiem (1690)
- Ян Дисмас Зеленка. Реквиемы до минор, ре мажор, ре минор, фа мажор (ZWV 45, ZWV 46, ZWV 48, ZWV 49), Missa pro defunctus (ZWV 47)
- Михаэль Гайдн. Missa pro defunctis, Requiem in c-Moll
- Вольфганг Амадей Моцарт. Реквием d-moll (1791)
- Антонио Сальери. Маленький реквием (1804)
- Луиджи Керубини. Реквием до-минор (1816), Реквием ре-минор (1836)
- Гектор Берлиоз. Реквием (Grande Messe des morts, 1837)
- Антон Брукнер. Реквием (1849)
- Зуппе, Франц фон. Реквием (1855)
- Иоганнес Брамс. Немецкий реквием (оратория на библейские тексты в немецком переводе; 1866)
- Джузеппе Верди. Реквием (на традиц. лат. тексты, 1874)
- Габриель Форе. Реквием (на традиц. лат. тексты; 3 редакции: 1877, 1893, 1900)
- Антонин Дворжак. Реквием (на традиц. лат. тексты, 1891)
- Морис Дюрюфле. Реквием (3 редакции, 1947-61; на традиц. лат. тексты)
- Бенджамин Бриттен. Военный реквием (на стихи У. Оуэна и традиц. лат. тексты, 1962)
- Дьёрдь Лигети. Реквием (на традиц. лат. тексты, 1965)
- И. Ф. Стравинский. Заупокойные песнопения (англ. Requiem canticles; на традиц. лат. тексты, 1966)
- М. С. Вайнберг. Реквием (на тексты Ф. Г. Лорки, Д. Б. Кедрина, С. Тисдейл и др., 1967)
- Алемдар Караманов. Реквием для солистов, хора и оркестра (1971, на какие тексты?).
- Джон Тавенер. Реквием для отца Малахии (англ. Requiem for Father Malachy; на традиц. лат. тексты, 1973; 2-я ред., 1979)
- Альфред Шнитке. Реквием (из музыки к драме Шиллера «Дон Карлос»; на традиц. лат. тексты, 1975)
- Эдисон Денисов. Реквием (стихи Франциско Танцера и традиц. лат. тексты, 1980)
- Эндрю Ллойд Уэббер. Реквием (на традиц. лат. тексты, 1985)
- Реквием примирения (нем. Requiem der Versöhnung, 1995; на традиционные латинские тексты). Коллективная композиция (Л. Берио, М.-А. Дальбави, Д. Куртаг, К. Пендерецкий, В. Рим, Дж. Харбисон, Ф. Церха, А. Г. Шнитке и др., всего 14 композиторов)
- Владимир Мартынов. Requiem (на традиц. лат. тексты, 1998)
- Сергей Слонимский. Реквием (на традиц. лат. тексты, 2003)
- Кшиштоф Пендерецкий. Польский реквием (на традиц. лат. и польские тексты, 2005)
- Александр Арутюнян. Армянский Реквием (на традиц. армянские тексты, 1965)
- Тигран Мансурян. Реквием (на традиц. лат. тексты, 2011)
- Руст Позюмский. Реквием[6] (на оригинальные тексты на тему канонических латинских, 2023)

## Реквиемы в других видах искусства
Название «Реквием» в переносном смысле зачастую употребляется в других видах искусства, обозначая произведение, посвящённое памяти умерших. В частности, известны поэма «Реквием» Анны Ахматовой по жертвам сталинских репрессий, одноимённое стихотворение Елизаветы Мнацакановой, картина Павла Корина «Реквием (Русь уходящая)» или фильм «Реквием по мечте».
Ключевую роль играет реквием в одноактной пьесе Пушкина «Моцарт и Сальери», уже отравленный своим сотрапезником Сальери, Моцарт исполняет ему свой реквием, ещё не зная, что это реквием по нему самому.

## Реквиемы в популярной музыке
Песня с таким названием есть в альбоме Beat рок-группы King Crimson. У известного гитариста John 5 есть альбом под названием Requiem, вышедший в 2008 году. Песня «Requiem» вошла в первый студийный альбом Angst швейцарской готик-метал-группы Lacrimosa. Первая песня группы Linkin Park из альбома A Thousand Suns имеет название «Requiem». Группы «Ария»  , Автограф и «Ногу Свело» также имеют песни с соответствующим названием. У группы Avenged Sevenfold в альбоме Hail to the King есть песня, которая называется «Requiem». Также песню «Requiem» имеют фолк-метал группа In Extremo и хеви-метал группа Trivium.